# Vicq (Yvelines)
Vicq ist eine französische Gemeinde mit 391 Einwohnern (Stand: 1. Januar 2022) im Département Yvelines in der Region Île-de-France. Sie gehört zum Arrondissement Rambouillet und zum Kanton Aubergenville (bis 2015: Kanton Montfort-l’Amaury). Die Einwohner werden Vicquois genannt.

## Geographie
Vicq liegt 18 Kilometer nördlich von Rambouillet und etwa 37 Kilometer westsüdwestlich von Paris. Die Nachbargemeinden von Vicq sind Auteuil und Saulx-Marchais im Norden, Neauphle-le-Vieux im Osten, Méré im Süden sowie Boissy-sans-Avoir im Westen.

## Bevölkerungsentwicklung
| Jahr      | 1793 | 1821 | 1841 | 1861 | 1881 | 1901 | 1921 | 1946 | 1962 | 1968 | 1975 | 1982 | 1990 | 1999 | 2006 | 2013 |
| Einwohner | 185  | 194  | 226  | 172  | 181  | 142  | 151  | 101  | 113  | 121  | 154  | 248  | 257  | 259  | 295  | 334  |

Ab 1962 nur Einwohner mit Erstwohnsitz

## Sehenswürdigkeiten
- Kirche Saint-Martin aus dem 13. Jahrhundert, seit 1980 Monument historique
- Kapelle Saint-Jacques in Bardelle
- Museum für naive Kunst

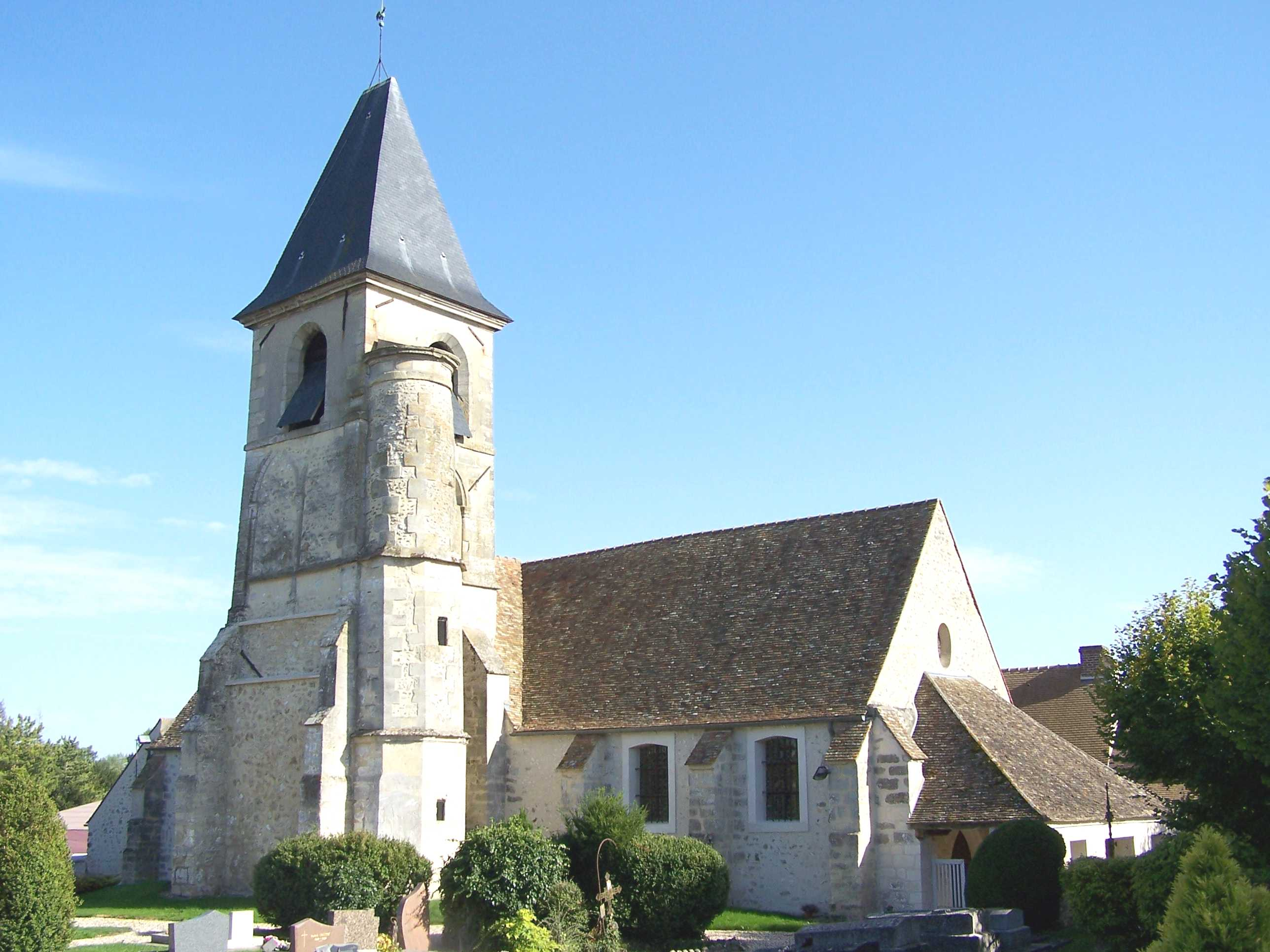
Kirche Saint-Martin
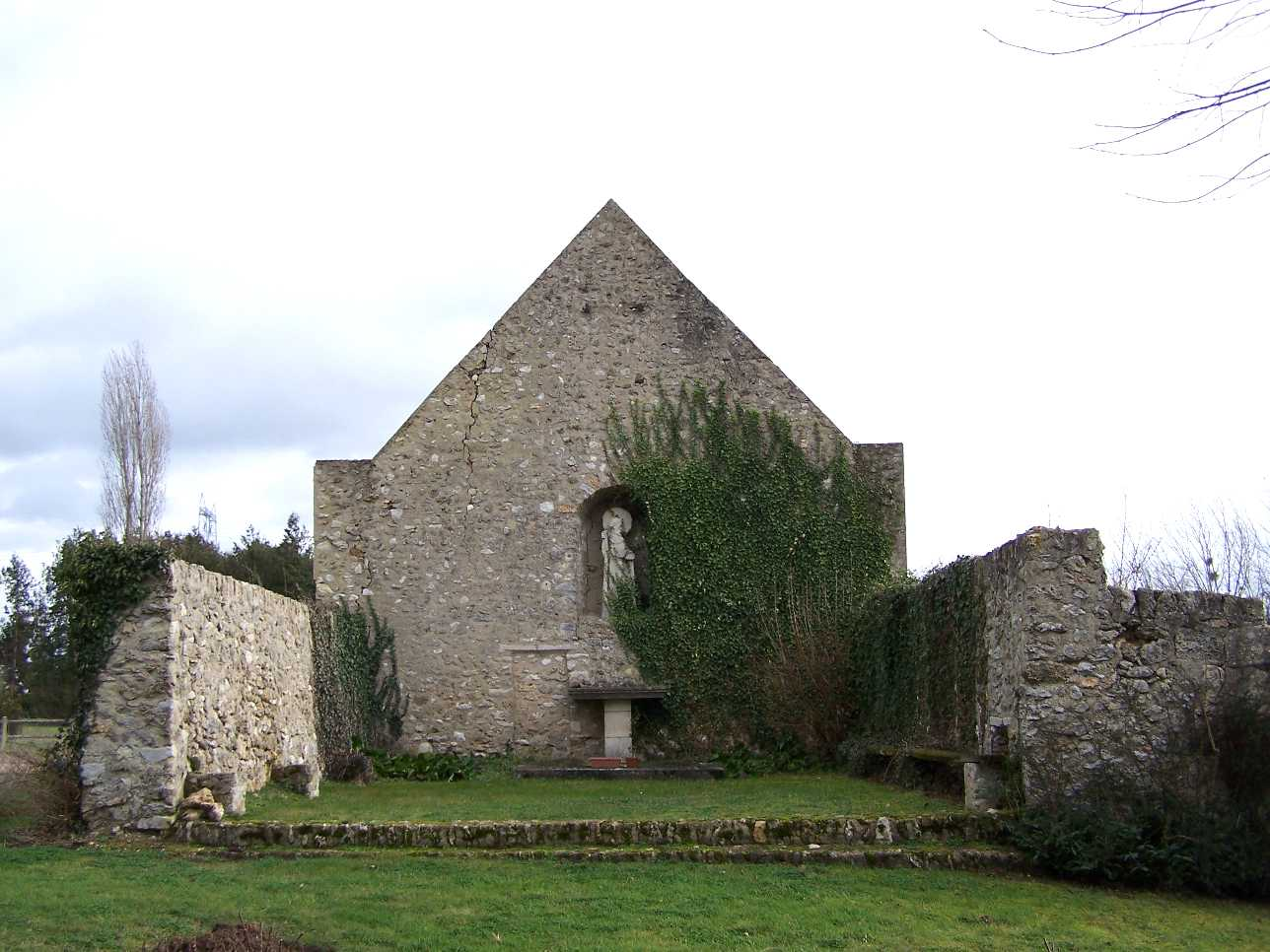
Kapelle Saint-Jacques

## Persönlichkeiten
- Séraphine Louis (1864–1942), Malerin